# De puinhopen van acht jaar Paars
De puinhopen van acht jaar Paars is een boek van de Nederlandse politicus, socioloog, auteur en columnist Pim Fortuyn. Het werd uitgebracht in maart 2002 en heruitgegeven in mei 2021. Het boek was een aanklacht tegen de "paarse kabinetten" (kabinet-Kok I en kabinet-Kok II) die regeerden tussen 1994 en 2002.

## Beschrijving
Het boek beschreef op basis van persoonlijke ervaringen belangrijke politieke thema's. Waar andere politici cijfers en tabellen citeerden over bijvoorbeeld de wachtlijsten in de zorg, vertelde Fortuyn hoe zijn vader en moeder behandeld werden in het rusthuis en het ziekenhuis. Het boek diende min of meer als verkiezingsprogramma van de Lijst Pim Fortuyn.
De puinhopen van acht jaar Paars werd op 14 maart 2002 in perscentrum Nieuwspoort gepresenteerd, waarbij het zogeheten taartincident plaatsvond: linkse actievoerders (de Biologische Bakkersbrigade) gooiden een taart in Fortuyns gezicht. 's Avonds lichtte Fortuyn in het talkshowprogramma B&W bij Paul Witteman toe hoe hij de zorg wil saneren en herstructureren, dat het verhaal verteld moet worden in het onderwijs (verwijzend naar Drs. L.V.J. Hutjens) en dat hij vluchtelingen wil opvangen in de regio.